# Culex faurani
Culex faurani är en tvåvingeart som beskrevs av Duret 1968. Culex faurani ingår i släktet Culex och familjen stickmyggor. Inga underarter finns listade i Catalogue of Life.